# Sarah Davies
Sarah Davies – brytyjska historyk, sowietolog. 
Jest wykładowcą historii na Uniwersytecie w Durham. Zajmuje się dziejami ZSRR w okresie stalinizmu oraz zimnej wojny.  

## Wybrane publikacje
- Popular Opinion in Stalin's Russia. Terror, Propaganda and Dissent, 1934-1941, Cambridge: Cambridge University Press 1997.
- (współautor: James Harris), Stalin: A New History, Cambridge: Cambridge University Press 2005.
- (współautor: James Harris), Stalin's World: Dictating the Soviet Order, New Haven: Yale University Press 2015.